# Кастанети
Кастанетите (исп. castañuelas, ит. castagnette, фр. castagnettes, нем. Kastagnetten, рус. кастаньет) са музикални перкусионни инструменти от групата на идиофонните инструменти. Те нямат определена височина. Издават висок, ярък, специфичен звън. Представляват две овални, раковидни плочки от дърво или изкуствена материя, надянати на шнур върху двата пръста или прикрепени срещуположно на ръкохватка (оркестрови).
Особено популярни са в Испания, където може би са били пренесени от арабските маври, както и в Латинска Америка. Използват се и при стила фламенко.
Кастанетите влизат в употреба главно за подчертаване на ритъма, най-вече в танцувални епизоди. Срещат се в испанските увертюри на Михаил Глинка „Арагонска хота“ и „Нощ в Мадрид“, в балетите на Пьотър Чайковски, „Испанска рапсодия“ от Морис Равел и др. Главната героиня Кармен от едноименната опера на Жорж Бизе сама акомпанира своя танц с кастанети във второ действие. Също така кастанетите се споменават и в Библията в 2 Царе 6:5 „Тогава Давид и целия израилев дом свиреха пред Господа с всякакви инструменти от елхово дърво и с арфи, и лири, и тимпани, и кастанети и кимвали.“
Друга разновидност на кастанетите са т.нар. кости, на които се свири от танцьори по време на танц, подобно на кастанетите.
| Портал | Портал „Африка“ съдържа още много статии, свързани с Африка. Можете да се включите към Уикипроект „Африка“. |